# Лань Хань
Лань Хань (кит. трад. 蘭汗, упр. 兰汗, пиньинь Lán Hàn, ?—398) — один из высших чиновников сяньбийского государства Поздняя Янь, короткое время бывший фактическим правителем страны.

## Биография
Лань Хань был младшим братом матери Мужун Чуя. Когда в 384 году тот восстал против Ранней Цинь и основал Позднюю Янь, то Лань Хань помог Мужун Нуну — сыну Мужун Чуя — организовать восстание в поддержку основного восстания отца. В 387 году документы упоминают Лань Ханя как одного из командиров в ходе военной кампании Поздней Янь против империи Цзинь. В 391 году он командовал войсками, посланными против Хэлань Жаньганя — вождя сяньбийского племени хэлань. Во время правления Мужун Чуя одна из дочерей Лань Ханя вышла замуж за Мужун Шэна, который в то время был Чанлэским князем.
В ходе войны против государства Северная Вэй император Мужун Бао был вынужден укрыться в старой сяньбийской столице Лунчэне, в незанятой вэйскими войсками части страны начались восстания. В 398 году Мужун Бао отправился из Лунчэна с армией, чтобы отвоевать территорию у Северной Вэй, однако генерал Дуань Сугу поднял восстание, и армия оставила Мужун Бао, который был вынужден бежать обратно в Лунчэн. Дуань Сугу осадил Лунчэн, и Лань Хань, командовавший оставшимися внутри города войсками, договорился с ним о сдаче города, однако Мужун Бао успел бежать. Менее чем через месяц после этого Лань Хань убил Дуань Сугу и захватил власть в Лунчэне сам, временно объявив главой страны Мужун Цэ — наследника Мужун Бао — и уговаривая Мужун Бао вернуться; также он возобновил жертвоприношения в храмах предков правящей фамилии государства Поздняя Янь. Вначале Мужун Бао по совету Мужун Шэна отклонил предложение Лань Ханя, и отправился на юг, рассчитывая на поддержку дяди Мужун Дэ. Однако выяснилось, что Мужун Дэ уже провозгласил создание независимого государства Южная Янь, и Мужун Бао решил вернуться в Лунчэн в сопровождении Лань Цзянаня — брата Лань Ханя. Однако когда процессия достигла ворот Лунчэна, Лань Цзянань (скорее всего, по распоряжению Лань Ханя) казнил Мужун Бао. После этого Лань Хань убил Мужун Цэ и ряд других членов клана Мужун, и провозгласил себя Чанлиским князем (昌黎王) и великим шаньюем сяньби, а своего сына Лань Му провозгласил наследником престола.
Мужун Шэн не стал возвращаться с Мужун Бао, подозревая неладное, но теперь прибыл, чтобы исполнить траурные мероприятия по отцу; он рассчитывал, что Лань Хань пощадит своего зятя, и его надежды оправдались. Также Лань Хань пощадил Мужун Ци, чья мать также была дочерью Лань Ханя. Мужун Шэну удалось пробудить подозрительность Лань Ханя по отношению к братьям Лань Цзянаню и Лань Ти. Также Мужун Шэн подговорил Мужун Ци бежать из Лунчэна и поднять восстание, а Лань Ханя убедил, что за восстанием Мужун Ци стоит не он, а Лань Ти. После этого Лань Хань стал молиться в семейных храмах клана Мужун, уверяя дух Мужун Бао, что в его смерти виновен именно Лань Цзянань, а не Лань Хань; узнав об этом, Лань Ти и Лань Цзянань восстали против Лань Ханя.
Лань Му разгромил Лань Ти и Лань Цзянаня, и для солдат-победителей был устроен большой праздник, на котором Лань Хань и Лань Му напились допьяна. Воспользовавшись ситуацией, Мужун Шэн с верными ему офицерами убили Лань Ханя, Лань Му, Лань Ти, Лань Цзянаня, а также сыновей Лань Ханя — Лань Хэ и Лань Яна, после чего Мужун Шэн сам взошёл на престол.